# Syzran
Syzran (Russisch: Сызрань) is een stad in de Russische oblast Samara en het bestuurlijk centrum van het gelijknamige gemeentelijke district Syzranski. De stad spreidt zich uit over 17 kilometer over de rechter oever van het Stuwmeer van Saratov (stroomgebied van de Wolga) aan de monding van het gelijknamige riviertje de Syzranka. De stad bestaat uit verschillende stadsblokken, die met elkaar zijn verbonden door wegen. De stad ligt op 137 kilometer ten westen van Samara (via de M-5) en heeft iets meer dan 185.000 inwoners.

## Geschiedenis

### Stichting en beginperiode
Syzran werd gesticht door prins Grigori Kozlovski in 1683 in opdracht van de vojevoda van Simbirsk als een fort aan de monding van de Syzranka op de plek waar in de oudheid ook een fort had gestaan. Dit fort met 5 torens en palissademuren van pijnbomen werd relatief snel gebouwd; in juni werd de opdracht gegeven en in september was het reeds voltooid. Het fort moest de Russische zoutwerken ten noorden ervan (de Boog van Samara) beschermen tegen aanvallen van nomadische volken vanuit het zuiden. De naam is afgeleid van de rivier en komt uit het Tataars. De naam betekent zoiets als "ravijnrivier" of "stromend vanaf het ravijn". De Duitse wetenschapper Adam Oleary, die door Rusland trok in de 17e eeuw, schreef over de constante aanvallen door piraten op de Wolga in de Boog van Samara, waardoor de vojevoda's van Samara in de zomer constant gedwongen waren om gewapende troepen de rivier op te sturen.
Syzran werd bij de stichting meteen het centrum van een groot dunbevolkt gebied ten zuiden van Simbirsk en er werden een paar honderd soldaten met hun gezinnen naar het fort gestuurd vanuit Kazan, Tetjoesji en Tsjeboksary. Zelfs zonder betaling kwamen zij graag naar het fort, omdat ze dan een stuk vruchtbare chernozemlandbouwgrond kregen. Om dichter in de buurt van hun stukje grond te kunnen wonen bouwden de soldaten al snel nieuwe forten, zoals Ilinskaja en Pokrovskaja aan de andere zijde van de rivier de Krymza en Preobrazjenskaja aan de rivier de Syzranka. Spoedig verrees ook een mannenklooster bij het fort, later gevolgd door een vrouwenklooster. De plaats kreeg een eigen bestuurder, die onder toezicht stond van de vojevoda in Simbirsk. In 1685 waren er plannen voor de aanleg van een linie van ruim 70 werst lang, maar een jaar later werd dit plan weer afgeblazen. In plaats daarvan werden meer soldaten- en Kozakkennederzettingen gebouwd en verrees in het midden van de daarvoor geplande linie aan de Syzranka het grote fort Kanadej met een stenen wachttoren (nu een klein dorpje). Daarop verrezen nieuwe plaatsen (slobodas) op het schiereiland van de Boog van Samara. In 1689 kreeg de plaats een Kozakkenregiment onder leiding van Vasili Zjemkov, die land kreeg rond het fort.
In die tijd verrezen veel vottsjinas in het gebied rond de stad van de geestelijkheid en de adel, die hun land lieten bewerken door lijfeigenen, die ze meebrachten uit Centraal-Rusland.

### Militaire vesting in de 18e eeuw

#### Context
Ten zuiden van de plaats begon het land van de kanaten van de Oirat-Mongolen (Kalmukken) en in het oosten de landen van de Basjkieren, waartegen verschillende malen militaire expedities werden ondernomen, waaraan ook soldaten uit Syzran meededen. Tegen het begin van de 18e eeuw verslechterde de situatie voor de Russen er echter, doordat de Russische legers verliezen leden tegen de Zweden in de Grote Noordse Oorlog en het aantal soldaten dat naar het westen werd gehaald daardoor steeds groter werd. Tegenstanders zagen kansen en er werden plannen gemaakt om Kazan weer te veroveren op de Russen, terwijl er ook een opstand uitbrak in Astrachan (de Boelavinopstand). Veel lijfeigenen die eigendom waren van de kloosters begonnen zich ook te roeren. De forten langs de middenloop van de Wolga werden echter niet aangevallen, daar Peter de Grote zijn generaal Boris Sjeremetjev erheen stuurde om de situatie te stabiliseren. In 1723 kwamen de legers van Peter de Grote opnieuw naar het gebied onderweg naar Perzië.

#### Bestuurlijke veranderingen
De tijd van Peter de Grote werd gekenmerkt door bestuurlijke veranderingen, die ook Syzran bereikten. In 1708 werd de plaats onderdeel van het gouvernement Kazan, in 1717 onderdeel van het gouvernement Astrachan om in 1728 weer terug te keren onder het gouvernement Kazan. In 1718 werd hierbinnen de provincie Simbirsk geformeerd, waarvan Syzran tot 1780 onderdeel was.

#### Handel, piraterij en kolonisatie
In die tijd groeide de handel in de plaats, terwijl het nabijgelegen Kasjpir zich ontwikkelde tot militair steunpunt. De militaire betekenis nam echter snel af nadat de militaire gevechten in het zuiden stopten en in 1730 werd het militaire kantoor er opgeheven en alle bestuurszaken overgeheveld naar Syzran. Ook deze plaats verloor echter haar militaire functie. In 1728 vond een grote brand plaats in de plaats, waarbij vele houten huizen in vlammen opgingen. In die tijd vormde Syzran een vrijhaven voor dieven en piraten die de Wolga onveilig maakten. Ondanks vele oekazes van de lokale autoriteiten nam de criminaliteit er niet af. Nog in 1828 werden meer dan 100 soldaten met boten de Wolga opgestuurd om de piraten aan te pakken.
In de 18e eeuw werden door rijke industriëlen stenen kathedralen gebouwd. Het militaire fort werd afgebroken en de stenen wachttoren in 1755 hergebruikt voor de bouw van een van deze kathedralen.
Een militair verslag over de plaats uit 1765 maakt melding van de aanwezigheid van 777 handelaren, 409 handwerkslieden en 1352 soldaten, die handelden in brood, vis en huiden. Volgens dit rapport had de plaats echter geen eigen markt.
In 1767 trok tsarina Catharina de Grote langs de Wolga tot Simbirsk (waar ze zich reeds in 'Azië' waande), terwijl haar metgezellen, de graven Orlov, doortrokken naar Syzran. Zij wisten een aantal grote landerijen op de Boog van Samara te verkrijgen, waarmee ze meteen ook de grootste landeigenaren uit de streek werden. Nadat de oudgelovigen clementie hadden gekregen van Catharina in 1762, ontstond ook al snel een gemeenschap van hen in Syzran.

#### Vertrek van de Kalmukken
In dezelfde tijd trokken veel Russische en Duitse kolonisten (de zogenaamde Wolgaduitsers) naar het gebied en stichten er boerderijen op plekken waar de Kalmukken daarvoor altijd vrij hadden kunnen rondtrekken. Ook legden de Russen steeds meer grenzen aan de autoriteit van de Kalmukse heersers, terwijl ze wel militaire diensten moesten verlenen aan het Russische Rijk. In 1771 besloot de Kalmukse Ubashi Khan daarom met goedkeuring van dalai lama, Jampäl Gyatso, om met zijn volk terug te keren naar het thuisland Dzjoengarije, dat toen onder de heerschappij van de Mantsjoe stond. Ruim 200.000 Kalmukken verlieten daarop hun bezittingen aan de Wolga en vertrokken naar Dzjoengarije. Hierdoor verloor Syzran ook een groot deel van haar handelspartners.

### Poegatsjov-opstand en gevolgen
In 1773 ontstond de Poegatsjov-opstand onder leiding van Don-Kozak Jemeljan Poegatsjov die zichzelf tot keizer Peter III had gekroond. Nadat hij Samara had ingenomen, kwamen echter toegesnelde troepen vanuit andere delen van Rusland naar Syzran en vielen Samara aan en heroverden het. Later werd de vader van een van de kloosters van Syzran veroordeeld voor het geven van zijn zegen aan Poegatsjov en hem kroonde tot Peter III. Poegatsjov zelf werd via Syzran naar de hoofdstad Sint-Petersburg gebracht. Met het beëindigen van de opstand keerde ook de rust terug in Syzran, dat van een militaire nederzetting langzaam een slapend provinciestadje werd. Catharina liet meer provincies instellen om beter controle te kunnen houden over haar onderdanen en Syzran werd daarbij in 1780 onderdeel van de hervormde namestnitsjestvo Simbirsk. In 1781 kreeg Syzran de status van stad.

### Syzran als provinciestadje

#### Brand en herbouw
De plaats was echter slecht gebouwd en tijdens een storm op 17 juli 1795 ging ze bijna volledig in vlammen op. Alleen de plaatsen aan de overzijde van de rivier bleven gespaard. In 1804 werd een stadsplan gemaakt door landmeter Ivan Hildebrandt voor de herbouw van de stad, die persoonlijk werd goedgekeurd door tsaar Alexander I. Syzran bestond toen uit de stad zelf en de sloboda's Pokrovski en Ilinski aan de andere zijde van de Krymza en de sloboda Preobrazjenski aan de overzijde van de Syzranka.

#### Napoleonitische inval
Tijdens de veldtocht van Napoleon naar Rusland in 1812 werden duizenden mannen geronseld voor de strijd, zij het dat het maanden duurde alvorens het gewenste aantal bijeengebracht was. Zij vochten onder andere in Pruisen tegen de Fransen. Slechts een derde keerde terug. In 1830 werd de stad getroffen door een choleraepidemie, die vanuit Astrachan de stad was binnengebracht en in 1838 door een grote brand.

#### Nieuwe verbindingen en economische activiteiten voor de Russische Revolutie
Eind 19e eeuw werd de stad aangesloten op het spoorwegnetwerk van Rusland. In 1874 werd de lijn Syzran-Vjazma (Syzran-Vjazmaspoorlijn) geopend, in 1876 een lijn van Baratki naar Orenburg en in 1898 van Moskou naar Rjazan. Syzran vormde hierbij lange tijd een belangrijk overslagpunt voor goederen van de Wolgaschepen naar de treinen en andersom. Zelf specialiseerde de stad en omgeving zich in het malen van meel. De stad was tot de Russische Revolutie een belangrijke graanleverancier. In 1880 werd op 16 kilometer ten noorden van Syzran, in het huidige Oktjabrsk, de langste 19e-eeuwse brug van Europa geopend; de Syzranbrug of Aleksandrovskbrug.

### Russische Burgeroorlog
De bolsjewieken grepen op 28 oktober 1917 de macht in de stad. Samara werd echter veroverd door de Witten in 1918 met hulp van het Tsjechisch Legioen en ook Syzran kwam in hun handen in mei van dat jaar. Daarop werd in juni in Samara de contra-revolutionaire Koemoetsj (Commissie van Leden van de Constituerende Vergadering) opgezet door de mensjewieken en sociaal-revolutionairen, die het gebied moest besturen. In juli werd Syzran weer veroverd door de bolsjewieken onder leiding van Toechatsjevski, maar de witten waren te sterk en ze moesten zich terugtrekken. In oktober, toen de witten waren verzwakt door interne problemen, werd Syzran definitief ingenomen door de bolsjewieken en werd het Sovjetregime ingesteld.

### De Sovjetperiode

#### Bestuurlijke veranderingen
Politiek gezien maakte de stad in de eerste jaren van het Sovjetregime deel uit van verschillende deelgebieden. In 1930 werd de stad onderdeel van de kraj Midden-Wolga, die in 1935 werd hernoemd tot oblast Koejbysjev (de naam van Samara in de Sovjettijd; nu oblast Samara). In 1938 werd het district Syzranski bestuurlijk gezien onafhankelijk van de stad. In de zomer van 1942 werd de stad bestuurlijk onderverdeeld in 3 bestuurlijke districten; Tsentralni (centrum), Promysjlenny (industrie) en Oktjabrski (oktober), waarbij onder de laatste ook de plaatsen Batraki en Pravaja Volga vielen. District Oktjabrski werd in oktober 1956, na de opheffing van de districten, bestuurlijk afgescheiden van de stad en bestuurlijk omgevormd de stad Oktjabrsk.

#### Industrialisatie
In de jaren 20 en '30 werd de stad geïndustrialiseerd. In 1929 verscheen een waterkrachtcentrale, in 1932 het leisteenkombinaat van Kasjpir, in 1937 de olieindustrie van Syzran, in 1935 enkele naaifabrieken en meubelfabrieken en in 1936 een fabriek voor voedselconcentraten.
In de oorlogsjaren werd de economie van de stad uitgebreid met een locomotieffabriek (1941) en een olieraffinaderij (1942). In de naoorlogse periode werd de industrie verder uitgebreid met onder andere de waterkrachtcentrale Syzranski in 1947 en een roetfabriek in 1967.
De aansluiting op het gasnet werd ingezet in 1985, maar uiteindelijk begonnen de werkzaamheden pas in 1993. Begin 21e eeuw was iets meer als de helft van de huizen reeds aangesloten.

### Glasnost, perestrojka en post-communistische geschiedenis
De jaren van de glasnost gaven de bevolking een stem. In de jaren 80 werden vele actiegroepen en commissies opgericht, die onder andere protesteerden tegen de uitstoot van de grote fabrieken (zoals de roetfabriek, waarvan de uitstoot neersloeg, zodat de was niet buiten kon worden opgehangen) en
uitbreidingsplannen of bouwplannen van vervuilende industrieën. De perestrojka zorgde er echter voor dat veel fabrieken het moeilijk kregen en enkele onrendabele moesten sluiten, waaronder de leisteenfabriek. De werktijden werden ingekort, de lonen gingen omlaag en de werkloosheid steeg. Bij het dieptepunt in 1997 was 2,87% van de beroepsbevolking werkloos (begin 2001 was dit weer gedaald tot 1,23%). Sinds de val van de Sovjet-Unie is het aantal bedrijven echter gestegen. Gedeeltelijk zijn dit de oude staatsbedrijven, maar er zijn ook veel nieuwe bedrijven naar de stad gekomen.

## Economie
Syzran is een grote industriestad, die vooral gericht is op de olieindustrie, petrochemische en de chemische industrie en daarnaast een groot spoorwegknooppunt in de oblast vormt. De belangrijkste fabrieken zijn de Plastik-fabriek (synthetische harsen, polymeerfilms en plastic-producten), de roetfabriek (productie van carbon black) en verder onder andere een turbine-fabriek, een fabriek voor mechanische onderdelen voor auto's en landbouwmachines (RosLada, onderdeel van de Sok Groep), een meubelfabriek, naaifabriek en een voedingsconcentratenfabriek.

## Transport
De stad vormt het grootste knooppunt van de Koejbysjev-spoorlijn. Er komen 6 spoorlijnen samen met 2 spoorstations (Syzran-1 en Syzran-Gorod) in de stad. In de stad zelf wordt het vervoer vooral verzorgd door bussen en marsjroetkas (GAZelles), die alle delen van de stad met elkaar verbinden. Sinds 1 september 2002 bevindt zich er ook een trolleybuslijn. Er bevindt zich een centraal busstation, alsook een aantal rivierstations voor de watertrams.

## Demografie
| 1783  | 1897   | 1926   | 1939   | 1959    | 1970    | 1979    | 1989    | 2002    |
| ----- | ------ | ------ | ------ | ------- | ------- | ------- | ------- | ------- |
| 6.580 | 32.400 | 50.000 | 83.000 | 138.000 | 162.000 | 178.400 | 174.335 | 188.107 |

## Onderwijs
In de stad bevindt zich een filiaal van het Polytechnisch Instituut van Samara.

## Bezienswaardigheden
De meest historische gebouwen van Syzran zijn de overblijfselen van het kremlin van Syzran (de stenen Spasskajatoren uit 1683) en de Kazankathedraal uit 1872. In de Spasskajatoren bevindt zich nu een museum over het kremlin. Ook bevindt zich er de Kerk van de Geboorte van Christus (Rozjdestvo Christovo) uit 1717 en de Grote Kerk uit 1776.
In de stad staan verder een dramatheater (Dramatheater van Syzran) en een museum voor lokale geschiedenis.

## Geboren
- Michail Kornijenko (1960), kosmonaut

Bestuurlijk centrum: Samara

Kinel · Neftegorsk · Novokoejbysjevsk · Oktjabrsk · Otradny · Pochvistnevo · Syzran · Toljatti · Tsjapajevsk · Zjigoeljovsk